# Rhodobryum ellipticifolium
Rhodobryum ellipticifolium là một loài Rêu trong họ Bryaceae. Loài này được (Brizi) Paris miêu tả khoa học đầu tiên năm 1898.